# Stazione di Novara Nord
La stazione di Novara Nord è la seconda stazione ferroviaria della città di Novara, capolinea della linea da Saronno.

## Storia

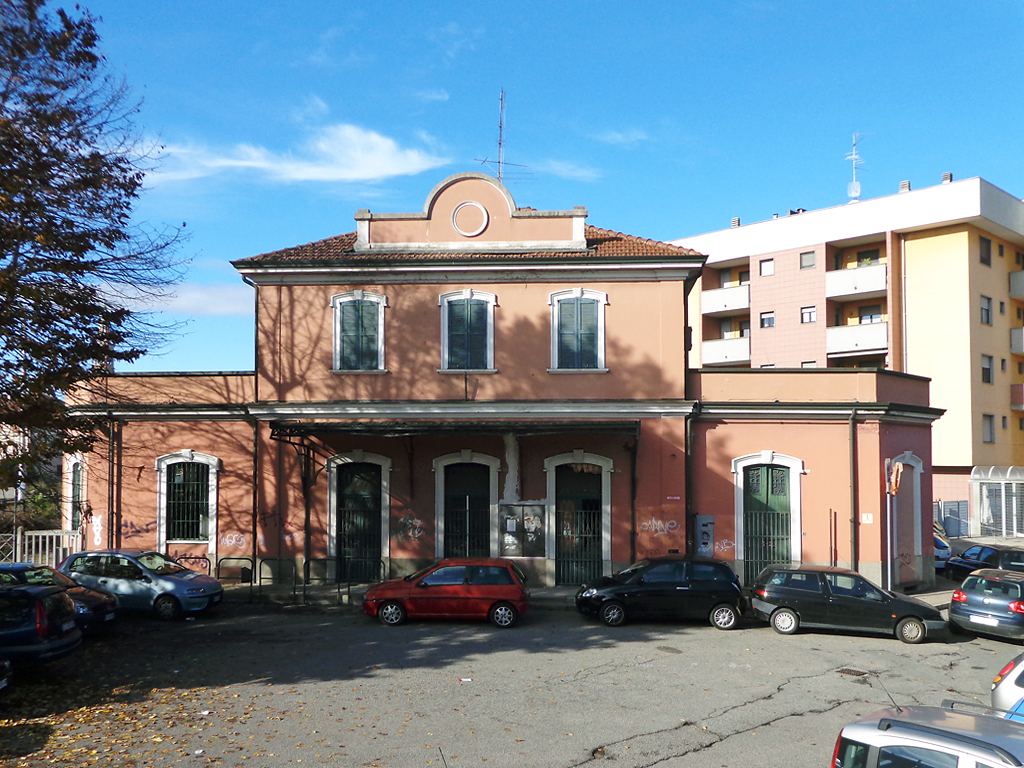
Il vecchio fabbricato della stazione

Nel 2005 è stata chiusa la precedente stazione ed inaugurato un nuovo impianto adiacente vicino alla stazione principale di Rete Ferroviaria Italiana. È possibile raggiungere la stazione di Novara Nord anche da piazza Giuseppe Garibaldi attraverso il sottopassaggio della stazione di Novara RFI in uscita su via Leonardo da Vinci.
La nuova stazione, che ha sostituito la precedente, è stata ricavata a lato di uno dei due binari che collegano lo scalo merci della stazione RFI di Novara alle altre linee della rete. Essendo questi binari raccordati a triangolo, la parte terminale della stazione è ancora in curva come la vecchia.

## Strutture e impianti

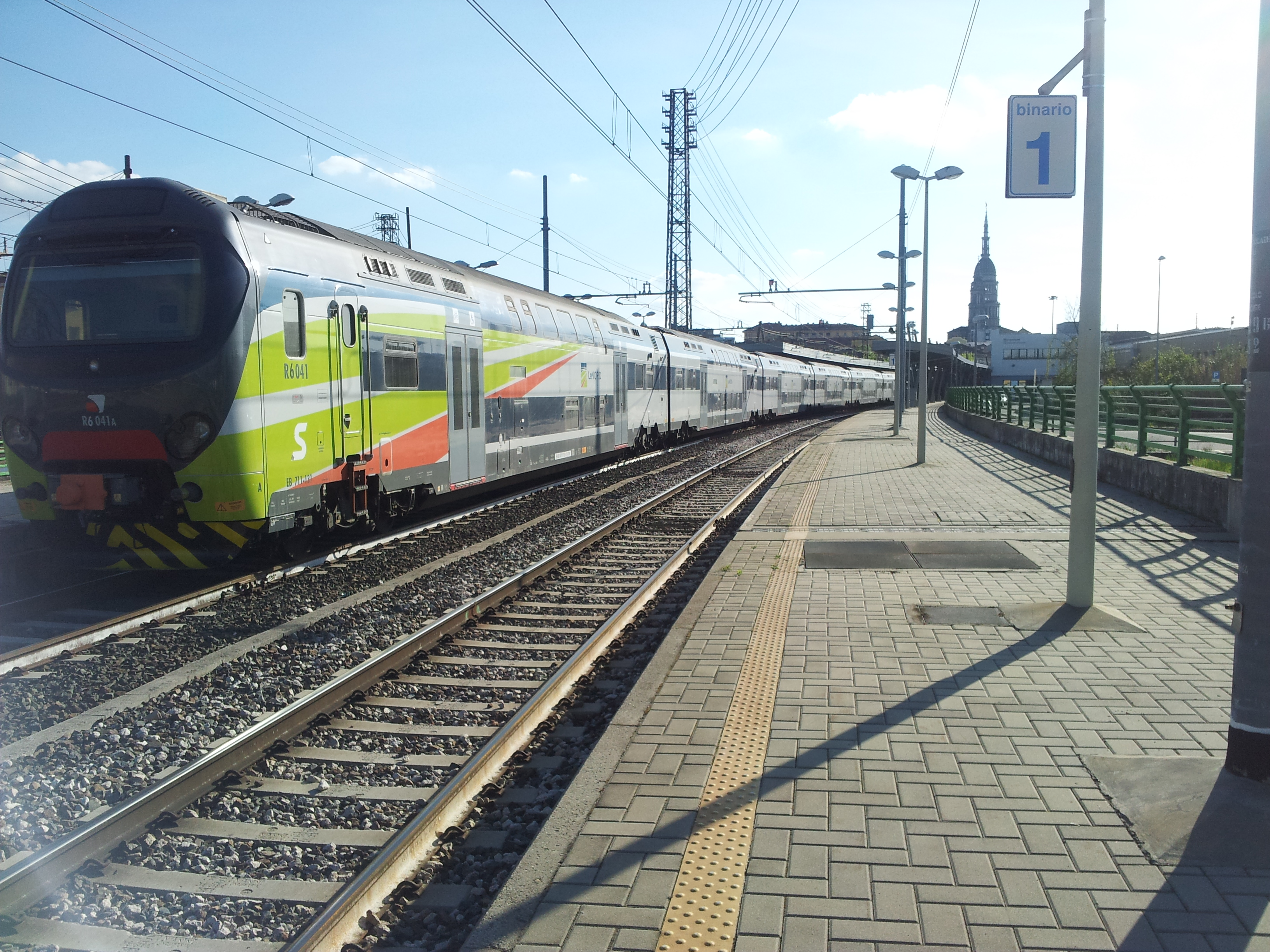
Piazzale binari della stazione, con in sosta un convoglio TSR

La stazione, gestita da Ferrovienord, è dotata di 3 binari (uno in più rispetto alla vecchia stazione), come punto di sosta e capolinea della linea Saronno-Novara. La banchina centrale, che serve i binari 2 e 3, è collegata con sottopassaggio. Altra differenza dalla vecchia stazione è la copertura delle banchine, che nella precedente sede era del tutto assente. I binari 2 e 3 sono tronchi e dotati di respingenti, mentre il primo prosegue oltre il termine della stazione e si raccorda alla rete RFI secondo lo stesso andamento del raccordo allo scalo merci precedentemente indicato.
In uscita, ci sono due binari, che vanno a scavalcare il raccordo fra lo scalo merci e la linea ad alta velocità, e poi ridiscendono per congiungersi alla vecchia linea (per ora sempre a binario singolo) nei pressi del ponte dell'autostrada sulla linea stessa. È possibile, per un treno proveniente dalla linea TAV, entrare in stazione e immettersi sulla linea per Saronno e Milano. Questa possibilità è stata sfruttata per collegare Torino con l'aeroporto di Milano-Malpensa utilizzando treni ad alta velocità durante le Olimpiadi del 2006.
Tramite una comunicazione, è collegata anche alla stazione di Novara Boschetto; da questa interconnessione vi transitano giornalmente alcuni convogli merci intermodali fra il Nord Europa ed il terminal di Sacconago.
Nel fabbricato viaggiatori gli ingressi sono due: a sud un piccolo cancello stretto tra i binari ferroviari e i fabbricati preesistenti si affaccia sul passaggio a livello e si connette, attraversato quello, al sottopassaggio della stazione RFI, mentre a nord si ha accesso ad un parcheggio, che deve essere raggiunto facendo un percorso nettamente diverso da quello per l'ingresso sud.
L'impianto viene normalmente gestito in telecomando dal DCO di Saronno.

## Movimento
La stazione è servita da treni regionali svolti da Trenord, diretti a Milano Cadorna, nell'ambito del contratto di servizio stipulato con la regione Lombardia.

## Servizi
La stazione dispone di:
- Biglietteria automatica
- Sala d'attesa

## Interscambi
- Stazione ferroviaria (Novara FS)